# Zbór Kościoła Chrześcijan Baptystów w Radomiu
Zbór Kościoła Chrześcijan Baptystów w Radomiu „Dom Ojca” – zbór Kościoła Chrześcijan Baptystów znajdujący się w Radomiu, przy ulicy Głównej 12.
Nabożeństwa odbywają się w każdą niedzielę o godzinie 10.30.